# Caldiero
Caldiero ist eine nordostitalienische Gemeinde (comune) mit 8039 Einwohnern (Stand 31. Dezember 2023) in der Provinz Verona in Venetien. Die Gemeinde liegt etwa 14,5 Kilometer westsüdwestlich von Verona. Südlich von Caldiero fließt die Etsch. Die Gemeinde ist Teil der Unione comunale detta Verona Est.

## Geschichte
Als Calidarium in römischer Zeit bereits als Siedlung bekannt, waren es vor allem die warmen Quellen, die Anzugspunkt waren. Während der Koalitionskriege kam zwischen den Österreichern und Napoleon zu mehreren Schlachten:
- Schlacht bei Caldiero, am 12. November 1796
- Schlacht bei Caldiero, vom 29. bis 31. Oktober 1805
- Schlacht von Soave, am 29. und 30. April 1809
- Schlacht bei Caldiero, am 15. November 1813

## Wirtschaft und Verkehr
Die Gemeinde liegt im Weinbaugebiet Arcole. Durch die Gemeinde zieht sich in West-Ost-Richtung die Autostrada A4 von Turin nach Triest, und die frühere Strada Statale 11 Padana Superiore von Verona nach Vicenza. Ein Bahnhof besteht an der Bahnstrecke Milano–Venezia.